# バールーフ・デ・スピノザ
バールーフ・デ・スピノザ（Baruch De Spinoza [baːˈrux spɪˈnoːzaː]、1632年11月24日 - 1677年2月21日）は、オランダの哲学者である。ラテン語名ベネディクトゥス・デ・スピノザ（Benedictus De Spinoza）でも知られる。デカルト、ライプニッツと並ぶ17世紀の近世合理主義哲学者として知られ、その哲学体系は代表的な汎神論と考えられてきた。また、カント、フィヒテ、シェリング、ヘーゲルらドイツ観念論やマルクス、そしてその後の大陸哲学系現代思想へ強大な影響を与えた。
スピノザの汎神論は新プラトン主義的な一元論でもあり、後世の無神論（汎神論論争なども参照）や唯物論に強い影響を与え、または思想的準備の役割を果たした。生前のスピノザ自身も、無神論者のレッテルを貼られ異端視され、批判を浴びている。
スピノザの肖像は1970年代に流通していたオランダの最高額面の1000ギルダー紙幣に描かれていた。

## 生涯
アムステルダムの富裕なユダヤ人の貿易商の家庭に生まれる。母はハンナ・デボラ、父はミカエル・デスピノーザ。両親はポルトガルでのユダヤ人迫害から逃れオランダへ移住してきたセファルディム。
幼少の頃より学問の才能を示し、ラビとなる訓練を受けたが、家業を手伝うために高等教育は受けなかった。商人として働いていたが、商人としての利益より、人生の目的に尽くす方が利益は大きいとして商人を止める。
伝統から自由な宗教観を持ち、神を自然の働き・ありかた全体と同一視する立場から、当時のユダヤ教の信仰のありかたや聖典の扱いに対して批判的な態度をとった。恐らくそのため1656年7月27日にアムステルダムのユダヤ人共同体からヘーレム（破門・追放）にされる。狂信的なユダヤ人から暗殺されそうになった。
1661年の夏にライデン近郊のレインスブルフに転居。ヘンリー・オルデンバーグ来訪。レインスブルフにいる間に『デカルトの哲学原理』となる原稿の第一部をある学生に口述。1662年にはボイルと硝石に関して論争した。1663年、ハーグ近郊のフォールブルフに移住。友人らの勧めで『デカルトの哲学原理』を公表。1664年にオランダ共和派の有力者、ヨハン・デ・ウィットと親交を結ぶ。この交際はスピノザの政治関係の著作執筆に繋がっていく。1665年『神学政治論』の執筆を開始、1670年に匿名で版元も偽って出版した。この本は、聖書の解読と解釈を目的としていた。しかし、デ・ウィットは1672年にオランダ市民に虐殺され、スピノザは生涯最大の動揺を示したという。「野蛮の極致（ultimi barbarorum）」とスピノザは形容し、その文章を殺害現場に掲示するため外出を試みた。しかし家主で画家のヘンドリック・ファン・デル・スペイクは、スピノザの身の安全を案じて外出を阻止した。
1673年にプファルツ選帝侯カール1世ルートヴィヒからハイデルベルク大学教授に招聘されるが、思索の自由が却って脅かされることを恐れたスピノザは、これを辞退した。こうした高い評価の一方で、1674年には『神学政治論』が禁書となる。この影響で翌1675年に完成させた『エチカ－幾何学的秩序によって証明された』の出版を断念した。同書は執筆に15年の歳月をかけたスピノザの思想の総括である（スピノザ没後友人により1677年に刊行された）。また、その翌1676年にはライプニッツの訪問を受けたが、この二人の大哲学者は互いの思想を理解しあうには至らなかった。
肺の病（肺結核や珪肺症などの説がある）を患っていたため、1677年2月21日、スヘーフェニンヘン（ハーグ近く）で44歳の短い生涯を終えた。遺骨はその後廃棄され墓は失われてしまった。
ハーグ移住後、スピノザはレンズ磨きによって生計を立てたという伝承は有名である。しかしスピノザは貴族の友人らから提供された年金が十分にあった。旅行記を参照するに他の方面にも支援者はおり、当時のライデン大学の教授ゲーリンクスと同額の500ギルダーの収入を得ていた。また当時のオランダでは自然科学、とりわけ光学に大きな関心が持たれていた。スワンメルダムやホイヘンスら科学者は自らレンズを磨いて改良し、後にアムステルダム市長となるヨハン・フッデもやはりレンズを磨いていることが分かっている。当時科学に興味のある知識人は当たり前のようにレンズを磨いていたのが実態で、ましてや虹についての論文や自然科学を論じる書簡が残っているスピノザの場合、生計のためというより探究のためと考える方が道理だろう。
生前に出版された著作は、1663年の『デカルトの哲学原理』、および1670年に匿名で出版された『神学政治論』（Tractatus Theologico-Politicus）のみである。『知性改善論』（Tractatus de Intellectus Emendatione）、『国家論』、『エチカ』その他は、没後に『ヘブライ語文法綱要』（Compendium grammatices linguae hebraeae）などと共に、遺稿集で出版された。これは部分的にスピノザ自身が出版を見合わせたためである。以上の著作は全てラテン語で書かれている。遺稿集の中の『神・人間及び人間の幸福に関する短論文』（Korte Verhandeling van God, de mensch en deszelvs welstand）はオランダ語で書かれているが、これは友人がラテン語の原文をオランダ語に訳したものである。（スピノザは日常会話にはポルトガル語を使いオランダ語には堪能ではなかった。）

## 思想

### 哲学史上の意義
スピノザの哲学史上の先駆者は、懐疑の果てに「我思う故に我あり(cogito ergo sum)」と語ったデカルトである。これは推論の形をとってはいるが、その示すところは、思惟する私が存在するという自己意識の直覚である。懐疑において求められた確実性は、この直覚において見出される。これをスピノザは「我は思惟しつつ存在する(Ego sum cogitans.)」と解釈している（「デカルトの哲学原理」）。
その思想は初期の論考から晩年の大作『エチカ』までほぼ一貫し、神即自然 (deus sive natura) の概念(この自然とは、動植物のことではなく、人や物も含めたすべてのこと)に代表される非人格的な神概念と、伝統的な自由意志の概念を退ける徹底した決定論である。この考えはキリスト教神学者からも非難され、スピノザは無神論者として攻撃された。
一元的汎神論や能産的自然という思想は後の哲学者に強い影響を与えた。近代ではヘーゲルが批判的ながらもスピノザに思い入れており（唯一の実体という思想を自分の絶対的な主体へ発展させた）、スピノザの思想は、無神論ではなく、むしろ神のみが存在すると主張する無世界論(Akosmismus)であると評している。フランス現代思想のドゥルーズも、その存在論的な観点の現代性を見抜き、『スピノザと表現の問題』、『スピノザ――実践の哲学』などの研究書を刊行している。
代表作『エチカ』は、副題の「幾何学的秩序によって論証された」という形容が表しているように、なによりその中身が如実に示しているように、ユークリッドの『幾何原論』を髣髴させる定義・公理・定理・証明の一大体系である。それはまさにQ.E.D（「これが証明されるべき事柄であった」を示すラテン語の略）の壮大な羅列であり、哲学書としてこれ以上ないほど徹底した演繹を試みたものであった。
この著作においてスピノザは、限られた公理および定義から出発し、まず一元的汎神論、次いで精神と身体の問題を取り上げ、後半は現実主義的ともいえる倫理学を議論している。

### 存在論・認識論
ここでは、形而上学的な第1部と第2部の概要を主に記述する。
デカルトは神を無限な実体として世界の根底に設定し、そのもとに精神と身体（物体＝延長）という二つの有限実体を立てた。しかし、スピノザによれば、その本質に存在が属する実体は、ただ神のみである。スピノザにおいては、いっさいの完全性を自らの中に含む神は、自己の完全性の力によってのみ作用因である ものである（自己原因）。言い換えれば、神は超越的な原因ではなく、万物の内在的な原因なのである。神とはすなわち自然(この自然とは、植物のことではなく、人や物も含めたすべてのこと)である。これを一元論・汎神論と呼ぶ。神が唯一の実体である以上、精神も身体も、唯一の実体である神における二つの異なる属性（神の本質を構成すると我々から考えられる一側面）としての思惟と延長とに他ならない。また、神の本性は絶対に無限であるため、無限に多くの属性を抱える。この場合、所産的自然としての諸々のもの（有限者、あるいは個物）は全て、能産的自然としての神なくしては在りかつ考えられることのできないものであり、神の変状ないし神のある属性における様態であるということになる。
スピノザは、「人間精神を構成する観念の対象は（現実に）存在する身体である」と宣言する。なぜなら、「延長する物および思惟する物は神の属性の変状である」以上、二つは同じものの二つの側面に他ならないからである。これによって心身の合一という我々の現実的なありかたを説明できる、とスピノザは考えた。精神の変化は身体の変化に対応しており、精神は身体から独立にあるわけではなく、身体も精神から独立となりえない。身体に先だって精神がある（唯心論）のでもなく精神に先だって身体がある（唯物論）のでもない。いわゆる同一存在における心身平行論である。その上、人間の身体を対象とする観念から導かれうるものだけを認識しえる人間の有限な精神は、全自然を認識する或る無限の知性の一部分であるとしており、この全自然を「想念的objective」に自己のうちに含むところの思惟する無限の力（potentia infinita cogitandi）によって形成される個々の思想と、この力によって観念された自然の中の個々の事物とは、同じ仕方で進行するとしている。すなわち思惟という側面から見れば自然は精神であり、延長という側面から見れば自然は身体である。両者の秩序（精神を構成するところの観念とその対象の秩序）は、同じ実体の二つの側面を示すから、一致するとしている。

### 倫理学
スピノザは、デカルトとは異なり、自由な意志によって感情を制御する思想を認めない。むしろ、スピノザの心身合一論の直接の帰結として、独立的な精神に宿る自由な意志が主体的に受動的な身体を支配する、という構図は棄却される。スピノザは、個々の意志は必然的であって自由でないとした上、意志というもの（理性の有）を個々の意志発動の原因として考えるのは、人間というものを個々の人間の原因として考えると同様に不可能であるとしている。また観念は観念であるかぎりにおいて肯定ないし否定を包含するものとしており、自由意志と解される表象像・言語はじつは単なる身体の運動であるとしている。
スピノザにおいては、表象的な認識に依存した受動感情（動揺する情念）を破棄するものは、必然性を把握する理性的な認識であるとされている。われわれの外部にある事物の能力で定義されるような不十全な観念（記憶力にのみ依存する観念）を去って、われわれ固有の能力にのみ依存する明瞭判然たる十全な諸観念を形成することを可能にするものは、スピノザにあっては理性的な認識である。その上、「われわれの精神は、それ自らおよび身体を、永遠の相の下に（sub specie aeternitatis）認識するかぎり、必然的に神の認識を有し、みずからが 神の中にあり（in Deo esse）、神を通して考えられる（per Deum concipi）ことを知る」ことから、人間は神への知的愛に達し、神が自己自身を認識して満足する無限な愛に参与することで最高の満足を得ることができるとスピノザは想定する。
上の議論は、個の自己保存衝動を否定しているわけではない。各々が存在に固執する力は、神の性質の永遠なる必然性に由来する。欲求の元は神の在りかつ働きをなす力に由来する個の自己保存のコナトゥス（衝動）であることを、スピノザは認めた。しかし、その各々が部分ではなく全体と見なされるかぎり諸物は相互に調和せず、万人の万人に対する闘争になりかねないこの不十全なコナトゥスのカオスを十全な方向へ導くため、全体としての自然（神）の必然性を理性によって認識することに自己の本質を認め、またこの認識を他者と分かち合うことが要請される。

### 国家論
上述のエチカの議論によれば、理性はたしかに感情を統御できる。とはいえ「すべて高貴なものは稀であるとともに困難である」。感情に従属する現実の人間は、闘争においては仲間を圧倒することに努め、そこで勝利した者は自己を益したより他人を害したことを誇るに至る。他人の権利を自己の権利と同様に守らねばならないことを教える宗教は、感情に対しては無力なのである。「いかなる感情もいっそう強い反対の感情に制止されるのでなければ制止されるものでない」とする立場からは、スピノザは国家の権能によって人民が保護されることが必要であるとする。そしてそのためには臣民を報償の希望ないしは刑罰への恐怖によって従属させることが必要であるとしている。たしかに精神の自由は個人の徳ではあるが、国家の徳は安全の中にのみあるからである。
統治権の属する会議体が全民衆からなるとき民主政治、若干の選民からなるとき貴族政治、一人の人間の手中にあるとき君主政治と呼ばれる。この統治権、あるいは共同の不幸を排除することを目的として立てられた国家の法律にみずから従うような理性に導かれる者ばかりではない現実においては、理性を欠いた人々に対しては外から自由を与えることが法の目的であるとしている。また言論の自由については、これを認めないことは、順法精神を失わしめ、政体を不安定にするとしている。
またスピノザの政治思想の特徴は、その現実主義にある。政治への理想を保持しつつ現実の直視を忘れないその姿勢は幾人ものオランダ共和国の政治家との交流から得られたものと考えられる。

### 宗教との関係
スピノザの汎神論は、神の人格を徹底的に棄却し、理性の検証に耐えうる合理的な自然論として与えられている。スピノザは無神論者では決してなく、むしろ理神論者として神をより理性的に論じ、人格神については、これを民衆の理解力に適合した人間的話法の所産であるとしている

キリスト教については、スピノザとしては、キリストの復活は、信者達に対してのみその把握力に応じて示された出現に他ならないとし、またキリストが自分自身を神の宮として語ったことは、「言葉は肉となった」（ヨハネ）という語句とともに、神がもっとも多くキリストの中に顕現したことを表現したものと解している。また徳の報酬は徳そのものであるとする立場からは、道徳律は律法としての形式を神自身から受けているか否かにかかわらず神聖かつ有益であるとしており、神の命令に対する不本意な隷属とは対置されるところの、人間を自由にするものとしての神に対する愛を推奨している。また神をその正義の行使と隣人愛によって尊敬するという意味でのキリストの精神を持つかぎり、何人であっても救われると主張している。

## 著書
- 1660 - 『神・人間及び人間の幸福に関する短論文』Korte Verhandeling van God, de mensch en deszelvs welstand
- 1662 - 『知性改善論』Tractatus de Intellectus Emendatione
- 1663 - 『デカルトの哲学原理』Principia philosophiae cartesianae
- 1663 - 『形而上学的思想』Cogitata metaphysica
- 1670 - 『神学・政治論』Tractatus Theologico-Politicus
- 1675～1676 - 『国家論』Tractatus Politicus
- 1677 - 『エチカ』（『倫理学』）Ethica（Ethica, ordine geometrico demonstrata）
- 1677 - 『ヘブライ語文法綱要』Compendium grammatices linguae hebraeae

### 主な日本語訳
- 『エチカ　倫理学』 畠中尚志訳、岩波文庫（上下、改訳版）、重版多数、ワイド版2006年
- 『エティカ』工藤喜作、斎藤博訳、中央公論新社〈中公クラシックス〉、2007年
  - 元版『世界の名著　スピノザ　ライプニッツ』下村寅太郎責任編集、中央公論社
- 『国家論』 畠中尚志訳、岩波文庫、1988年ほか度々復刊
- 『知性改善論』 畠中尚志訳、岩波文庫、1992年ほか度々復刊
- 『神・人間及び人間の幸福に関する短論文』 畠中尚志訳、岩波文庫、1944年、復刊1995年ほか
- 『神学・政治論　聖書の批判と言論の自由』 畠中尚志訳、岩波文庫（上下）、1944年、復刊2004年ほか
- 『スピノザ往復書簡集』 畠中尚志訳、岩波文庫、1958年、復刊2005年ほか
- 『デカルトの哲学原理　附 形而上学的思想』 畠中尚志訳、岩波文庫、1959年、復刊1995年ほか
- 『神学・政治論』 吉田量彦訳、光文社古典新訳文庫（上下）、2014年
- 『知性改善論』 秋保亘訳、講談社学術文庫、2023年12月
- 『知性改善論　神、人間とそのさいわいについての短論文』 佐藤一郎訳、みすず書房、2018年
- 『スピノザ　エチカ抄』 佐藤一郎編訳、みすず書房、2007年、新装版2018年
- 『スピノザ全集』全6巻・別巻1、岩波書店。上野修・鈴木泉ほか編、2022年12月より刊行

1. デカルトの哲学原理　形而上学的思想
2. 神学政治論 - 未刊
3. エチカ
4. 知性改善論　政治論　ヘブライ語文法綱要
5. 神、そして人間とその幸福についての短論文
6. 往復書簡集

別巻 資料集 総索引 - 未刊

## 批判
カール・ポパーはスピノザの哲学を本質主義として批判している。ポパーは、スピノザの著作「エチカ」や「デカルトの哲学原理」は、いずれも本質主義的な定義に満ち溢れ、「しかもそれらの定義は手前勝手で的外れの、かりになんらかの問題がそこあったかぎりでは問題回避的なものだ」と批判した。また、スピノザの幾何学的方法（モレ・ゲオメトリコ）と、幾何学の方法との類似性は、「まったくうわべだけのもの」としている。ポパーはスピノザと異なり、カントは本当の問題と取り組んでいると評価している。